# Czeremcha (województwo podlaskie)
Czeremcha (biał. Чаромха, Čaromcha) – osada w Polsce położona w województwie podlaskim, w powiecie hajnowskim, w gminie Czeremcha.
Osada jest siedzibą gminy Czeremcha. Osada liczy 2640 mieszkańców. Przez miejscowość przepływa rzeka Nurzec.
W latach 1954–1972 wieś należała i była siedzibą władz gromady Czeremcha. W latach 1975–1998 miejscowość administracyjnie należała do województwa białostockiego.

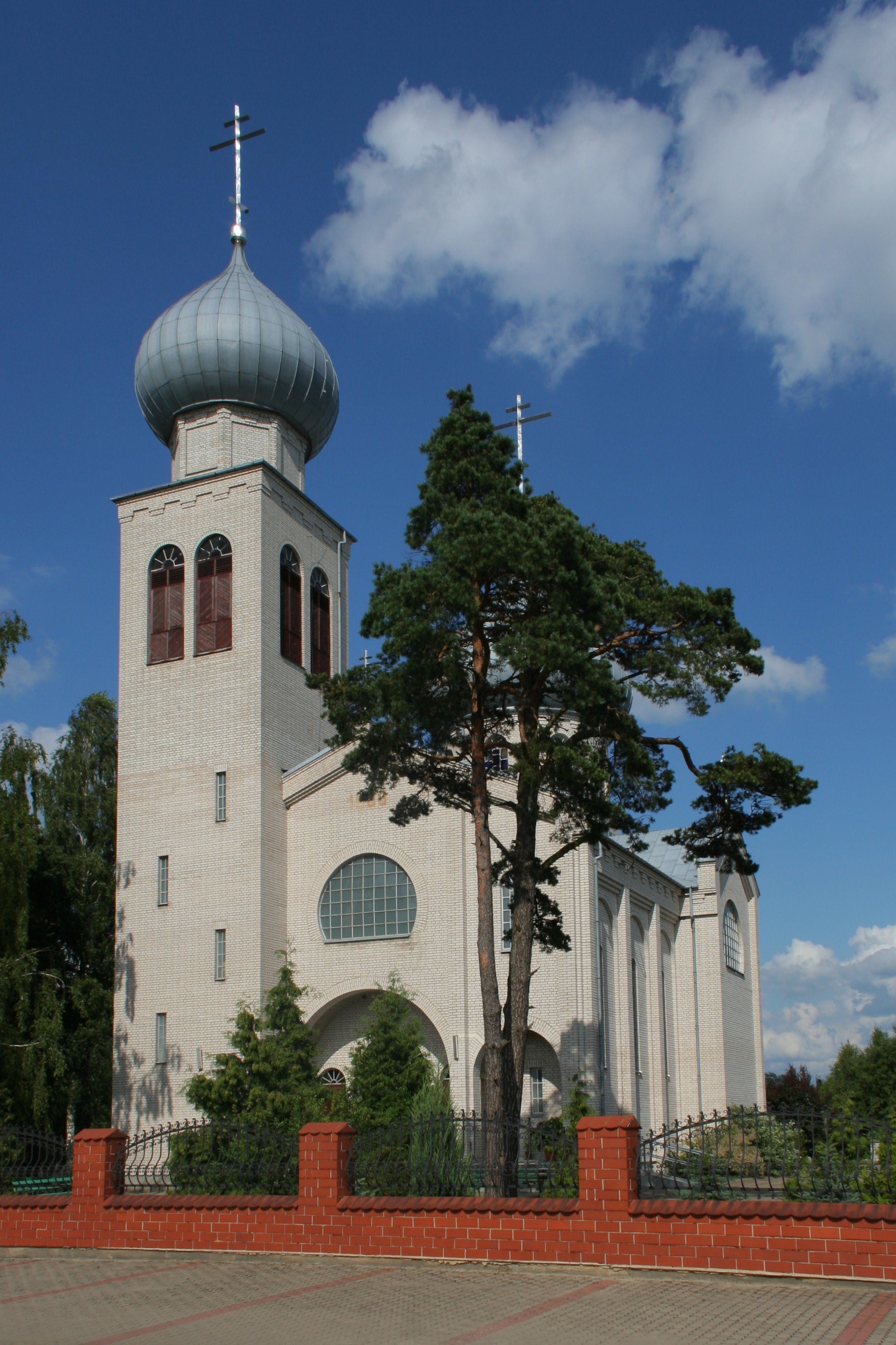
Cerkiew Ikony Matki Bożej Godne Jest w Czeremsze

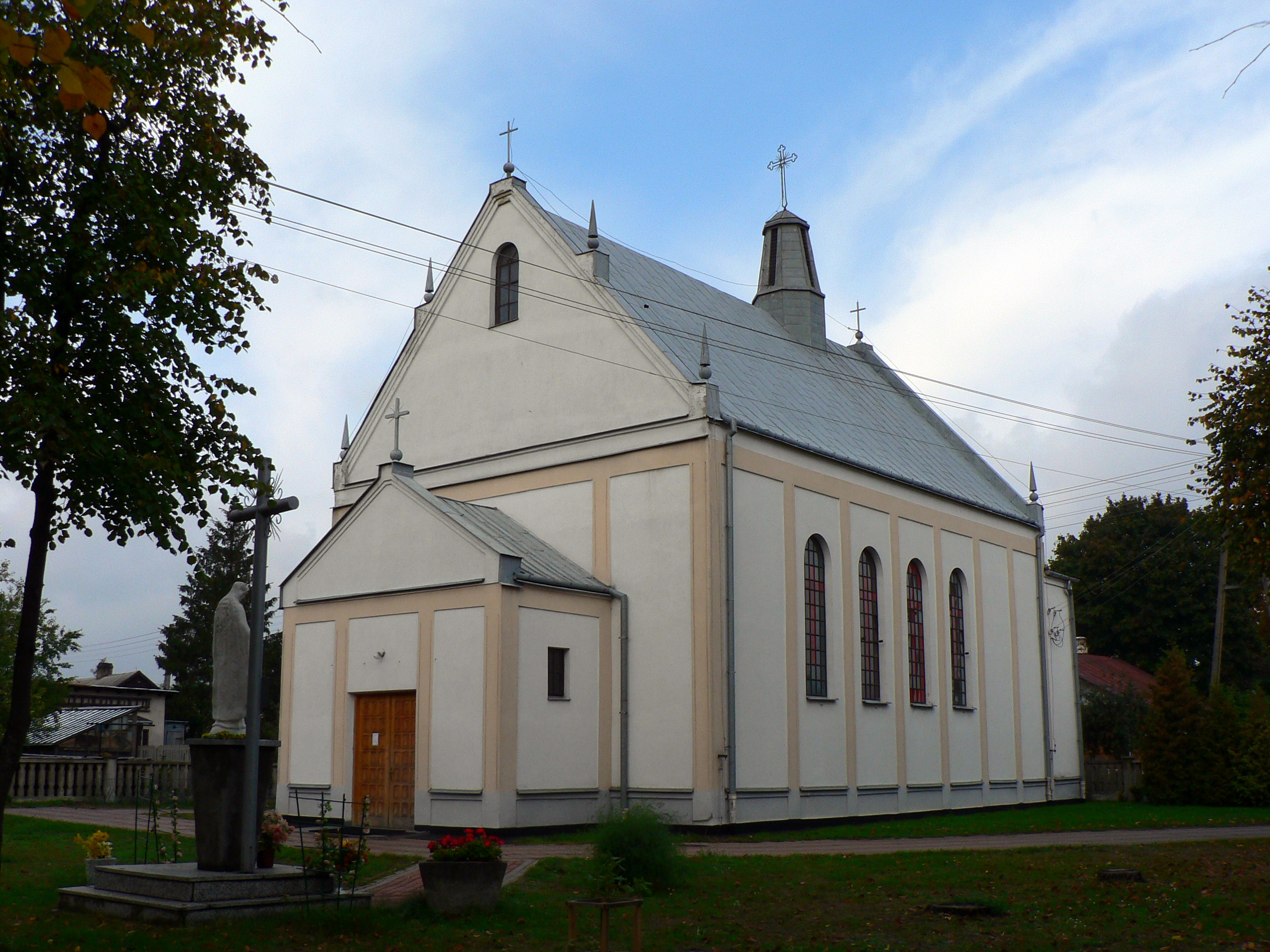
Kościół Najświętszej Maryi Panny Królowej Polski w Czeremsze

Położona jest 4 km od przejścia granicznego w Połowcach przy drodze krajowej nr 66. Czeremcha posiada węzłową stację kolejową, przez co ma połączenia kolejowe z Warszawą, Siedlcami, Białymstokiem, Hajnówką i Wysokim na Białorusi. 

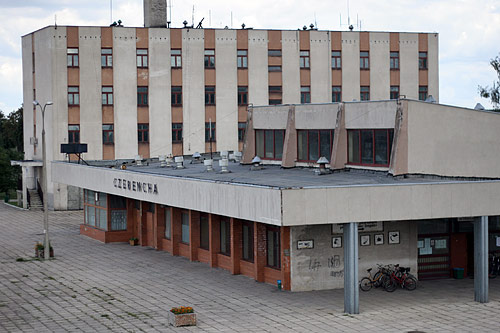
Stacja kolejowa Czeremcha
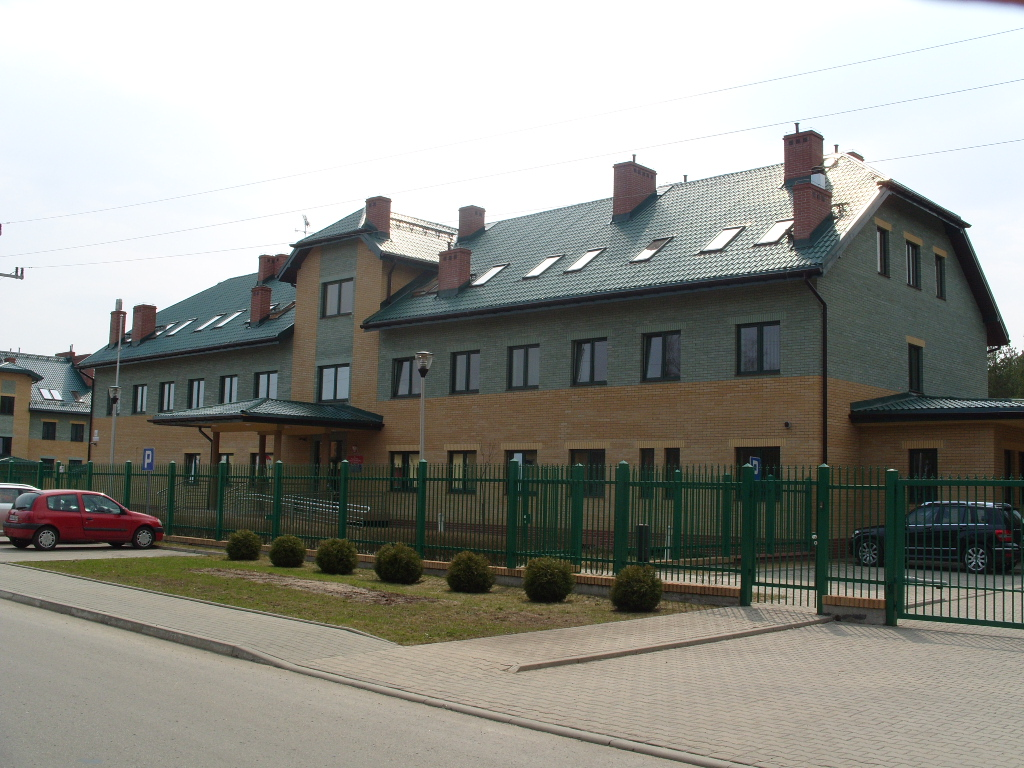
Placówka Straży Granicznej

## Historia
Miejscowość powstała w 1906 jako kolejarska osada przy węźle kolejowym. W tym miejscu przecięły się nowo wybudowana w 1906 linia kolejowa Wołkowysk – Siedlce z czynną już od 1873 linią Brześć – Białystok. Początkowo nosiła nazwę Czeremcha Osada w odróżnieniu od istniejącej w pobliżu Czeremchy Wsi.
20 sierpnia 1920 roku pod miejscowością 16 pułk ułanów mjr. Ludwika Kmicic-Skrzyńskiego z 4 Brygady Jazdy zniszczył uderzeniową grupę artylerii ciężkiej Armii Czerwonej. Ułani zdobyli wszystkie działa (24 armaty i 13 haubic). Według danych sowieckich straty ich własnej grupy wyniosły 49 dowódców i 1.613 żołnierzy oraz 1.441 koni (przed walką grupa liczyła 3155 żołnierzy i 1729 koni).
Według Powszechnego Spisu Ludności z 1921 roku
- Czeremchę Osadę – stację kolejową –  zamieszkiwało 561 osób, wśród których 433 było wyznania rzymskokatolickiego, 120 prawosławnego, 7 mojżeszowego i jeden mahometanin. Jednocześnie 536 mieszkańców zadeklarowało białoruską przynależność narodową. Było tu 46 budynków mieszkalnych[9].
- Czeremchę Wieś zamieszkiwało 390 osób, wśród których 390 było wyznania prawosławnego. Wszyscy mieszkańcy zadeklarowali polską przynależność narodową, 18 białoruską, 7 rosyjską a 1 rusińską. Było tu 126 budynków mieszkalnych[9].

W 1929 r. należała do gminy Kleszczele, powiat Bielsk. Liczyła 951 mieszkańców.
W lipcu 1944 roku o miejscowość prowadziła walki 5 Dywizja Pancerna SS „Wiking” z wojskami radzieckimi.
W Czeremsze znajdowała się strażnica Wojsk Ochrony Pogranicza.
4 maja 2018 roku odbył się pierwszy amatorski wyścig kolarski z metą w Czeremsze, nazwany przez organizatorów „Tour de Czeremcha”. Zawody rozpoczęły się na warszawskim Bemowie, a trasa liczyła 216 kilometrów.

## Urodzeni w Czeremsze
- Dymitr Szatyłowicz (1926–2020) – białoruski poeta, honorowy członek Związku Pisarzy Białoruskich.

## Religia
- Kościół Rzymskokatolicki – Parafia Najświętszej Maryi Panny Królowej Polski
- Polski Autokefaliczny Kościół Prawosławny – Parafia Matki Bożej Miłującej